# Trading Desk
Trading Desk (от англ. управление торговыми операциями) — централизованная платформа автоматической закупки рекламы по различным рекламным моделям — как прямых размещений в основных digital каналах, так и аукционных закупок в системе RTB. По сути, это надстройка над Demand-Side Platform, также называемая DSP manager. Через DSP manager рекламодатель получает доступ к рекламному инвентарю, хранит данные для управления параметрами закупки рекламы, критериями таргетинга, просматривает и анализирует статистику размещений. При этом с точки зрения рекламодателя покупка рекламы в режиме RTB начинается именно с Trading Desk. 
Цель Trading Desk — настроить параметры закупки рекламы (максимальную величину платы за показ, частоту демонстрации объявления / баннера, характеристики целевой аудитории и др.), чтобы торги происходили с большей выгодой на стороне рекламодателя.
У понятия Trading Desk есть ещё несколько трактовок:
Trading Desk как динамический способ привлечения клиентов, позволяющий приобретать рекламу в режиме реального времени (RTB), а не заранее, как это практикуется в классических медиа;
Trading Desk — инструмент поиска выгодного по соотношению цена/качество рекламного инвентаря, применяемого для отображения в медиа в реальном времени;
Trading Desk — сервис, интерфейс которого позволяет настраивать медиаплан и получать сводную аналитику от разных DSP и DMP.
Trading Desk — инструмент по оптимизации торгов на стороне рекламодателей с большей выгодой для своих клиентов.

## История Trading Desk
Труднопереводимое на русский язык выражение Trading Desk происходит посредством сокращения Agency Trading Desk — централизованной платформы закупки рекламы агентств по различным рекламным моделям. Именно в таком виде первые Trading Desk появились в США в 2008-2009 гг. Необходимость в этом возникла не только из-за высокой конкуренции, но и больших затрат в работе digital агентств, тем более что трудозатраты для покупки инвентаря в сети в несколько раз выше, чем в традиционных медиа.
При активном развитии технологий и появлении новых инструментов таргетинга агентства начали инвестировать в платформы для управления данными об аудитории клиента. Тем самым в поисках способов достижения большей эффективности и результативности работы с меньшими трудозатратами стали появляться площадки, способные автоматизировать привлечение клиентов.
Изначально Trading Desk были опробованы на показах медийной рекламы. Это осуществлялось при подключении к Ad Exchange, через DSP поддерживающих протокол Open RTB  (англ.) (DoubleClick Ad Exchange  (англ.) от Google, Right Media Exchange  (англ.) от Yahoo и др.). Доступный через эти источники инвентарь — остаточный (непроданный) трафик, который площадки традиционно предоставляли для продажи рекламным сетям.
С появлением платформы Trading Desk агентства выиграли не только в упрощении процесса работы, но и существенно сократили затраты на посредников в виде баинговых агентств, рекламных сетей и др. игроков рекламного рынка. Так было открыто ещё одно преимущество Trading Desk — снижение рекламных издержек на посредников, которые иногда достигали до 70%. Это позволило не только повысить доходность агентств, но и сократить стоимость привлеченного клиента. Плюс с возможностью автоматизировать наиболее рутинную часть работы агентства смогли привлечь в индустрию талантливых креативщиков, освободив их время для «настоящей рекламы».
Впрочем, на этом эволюция Trading Desk не завершилась: со временем эти сервисы отделились в независимые компании, предлагающие рекламодателям доступ к сервисам алгоритмических закупок (programmatic buying), Real-Time Bidding и др. Ключевая функция Trading Desk на этом этапе — централизовать и координировать ход рекламных кампаний, размещение для которых выкуплено в различных DSP.
В России первые Trading Desk появились в 2012 году. При этом если за рубежом платформы прошли все этапы становления, то наша индустрия в силу запаздывания принимает к сведению проверенные решения и комбинирует тренды. Например, в Европе недавно начали использовать контекстуальный таргетинг (таргетирование по смысловому окружению) — например, стартап Ambiance  (англ.). В рунете RTB-операторы также начали включать в технологические стеки алгоритмы таргетирования по просматриваемому контенту.

## Преимущества Trading Desk
- Точный таргетинг. Основа RTB — использование данных об аудитории (интересы, социально-демографические факторы, факт оплаты покупок в интернет и т.д.). При настройке рекламной кампании агентство руководствуется списком атрибутов — например, желаемое поведение целевой аудитории, — и использует Trading Desk для участия в торгах. Как результат, закупается только инвентарь, который увидит нужная аудитория, а критерии закупки оптимизируются в реальном или близком к реальному времени.

- Расширение границ. Trading Desk позволяет более глубоко анализировать аудиторию, что позволяет использовать look-alike таргетинг — показывать рекламу аудитории, которая по многим параметрам похожа на ту, которая уже совершила нужное действие.

- Динамический креатив. Получая знания о клиенте вплоть до истории знакомства с брендом (покупал ли ранее, что просматривал при предыдущем посещении сайта, состоит ли в брендированном сообществе в соцмедиа, подписан ли на рассылку и т.д.), Trading Desk открывает новые возможности персонализации рекламы. Динамический креатив позволяет «на лету» создавать рекламу, отвечающую потребностям потенциального клиента: цветовые решения в зависимости от пола, специальные условия постоянным клиентам и т.д. Согласно статистике, подобный подход может в десятки раз повысить эффективность рекламы (есть примеры достижения CTR 34% на фоне классических показателей в 1%)[1].

- Интеграция с источниками данных. Технологически Trading Desk можно интегрировать с сообществами в социальных сетях, eCRM, любыми сайтами и промопроектами, почтовыми и смс-рассылками, что позволяет собирать максимум информации о потребителе.

- Снижение издержек. Trading Desk позволяет закупать инвентарь без посредников, что при прочих равных уменьшает итоговую стоимость закупки.

- Лучший ROI. Trading Desk и RTB в целом позволяют покупать рекламный инвентарь за меньшую цену и показывать рекламу только заинтересованным в приобретении рекламируемого товара или услуги. Так купленный через Trading Desk инвентарь обеспечивает лучшую прибыльность вложенных средств.

Таким образом, Trading Desk помогает рекламодателям повысить производительность рекламной кампании и получить большую отдачу от неё — причём речь идёт не только о дисплейной рекламе, но и всём многообразии доступных цифровых медиа.

## Оплата работы Trading Desk
Trading Desk, как правило, представляет собой self-serviсе платформу, в которой рекламодатель или агентство самостоятельно ведут рекламные кампании. Встречаются две основных бизнес-модели, по которым работает большинство Trading Desk:
1. Плата за использование Trading Desk по модели SAAS — абонентская плата за анализ данных, их моделирование и использование прочих технологий в рамках системы.
2. Наценка на продаваемый инвентарь и получаемые данные в виде определённого процента.

Дополнительных платежей за использование системы нет.

## Роль Trading Desk в системе RTB
Согласно основным принципам работы системы RTB, в ходе рекламной кампании Trading Desk задействует блоки DMP, SSP, Ad Networks, Ad Exchanges, благодаря чему осуществляется множество ставок перед каждым показом.
DSP как технологическая платформа торгов в режиме реального времени представляет интересы рекламодателя, но не работает с ним напрямую. Это своего рода оптовый поставщик инвентаря для нижестоящих по иерархии компаний (системы ретаргетинга, Trading Desk и др.).
SSP как технологическая платформа торгов в режиме реального времени представляет интересы площадок — т.е. она торгует на уровне DSP и площадок, не работая с рекламодателем.
DMP — поставщики данных, не имеющие технологической возможности участвовать в торгах RTB — они  работают только с DSP и SSP.
Системы ретаргетинга аналогично Trading Desk являются надстройкой над DSP, но они используют только данные клиента без взаимодействия со сторонними поставщиками данных.
Ad Network и Ad Exchange позволяют рекламодателю или агентству напрямую купить рекламный инвентарь. Но, в отличие от Trading Desk, выбор инвентаря ограничен подключенными к Ad Network и Ad Exchange площадками.
На этом фоне отличие Trading Desk в том, что с его помощью можно покупать инвентарь всех подключенных к RTB уровней SSP/Ad Exchange/Ad Network.

## Современные Trading Desk на рынке
Trading Desk бывают независимыми, но чаще это собственные разработки рекламных агентств (Agency Trading Desk), которые, в отличие от публичных Trading Desk, «заточены» под нужды клиентов агентства.
Как система RTB стала результатом эволюции интернет-рекламы, так и работающим на этом поле агентствам нужно осваивать новые инструменты и развивать навыки для лучшей конкурентоспособности. В данном случае Trading Desk служит инструментом для перевода запросов клиента-рекламодателя на язык RTB: что конкретно нужно закупить, какие цели и др. параметры выставить, какую гибкость позволить — и всё это в доли секунд в процессе загрузки страницы.
За рубежом работает множество Trading Desks:
- Самостоятельные — Accordant Media  (англ.), The Trade Desk  (англ.), SItescout  (англ.), Retargeter  (англ.), Revenue cloud  (англ.), Sociomantic  (англ.), Mediamind  (англ.) и др.[7];

- Agency Trading Desks — AdNetik  (англ.) от Havas  (англ.) (выделена как самостоятельная компания в 2010 году), Mediabrands Audience Platform  (англ.) и Cadreon  (англ.) от IPG  (англ.), Varick Media Management  (англ.) от MDC  (англ.), Accuen  (англ.) от Omnicom Media Group  (англ.), Audience on Demand  (англ.), VMX  (англ.) от ViVaKi  (англ.), Xaxis  (англ.) от WPP  (англ.) и др.[1]

В России на данный момент представлено всего несколько Trading Desk — Auditorius, RTB-Media, плюс на рынок вышли сразу несколько западных игроков: Xaxis  (англ.), Quisma от GroupM, Aegis  (англ.) от Amnet  (англ.), Accuen  (англ.) от Omnicom Media Group  (англ.), Vivaki AOD  (англ.) от Publicis Groupe Media Eurasia  (англ.) (и отделения VivaKi Russia). Auditorius обладает собственной DSP, которая интегрирована со всеми основными российскими SSP – в рамках платформы доступно порядка 80% RTB-инвентаря Рунета.. RTB-Media подключен ко всем крупным платформам закупки (DSP), а собственный технологический стек включает платформу по управлению данными (DMP).
В настоящее время через Trading Desks активно покупают не только медийную рекламу, но и видеорекламу, мобильную рекламу, таргетированную рекламу в социальных сетях, трафик в поисковиках. Также в США Trading Desks могут покупать инвентарь в цифровом телеэфире, но в России, к сожалению, нет повсеместного распространения IPTV, поэтому такое направление у нас пока недоступно.